# VTV2
VTV2 là kênh truyền hình khoa học, công nghệ và giáo dục của Đài Truyền hình Việt Nam, với các bản tin và chương trình chuyên đề hướng đến mục tiêu cải thiện dân sinh, phổ biến kiến thức khoa học và công nghệ. Nội dung của kênh hầu hết là các chương trình được sản xuất bởi Ban Chuyên đề - Khoa giáo của VTV, tập trung vào nhiều đối tượng khán giả khác nhau với hình thức thể hiện đa dạng. Kênh này đóng vai trò quan trọng trong việc truyền thông khoa học tại Việt Nam.
Hiện nay, VTV2 được truyền dẫn trên các hạ tầng truyền hình kỹ thuật số mặt đất, truyền hình số vệ tinh và các dịch vụ truyền hình trả tiền khác.

## Lịch sử
Tiền thân của Ban Khoa giáo là Phòng Khoa giáo được hình thành vào năm 1987. Ngày 1 tháng 1 năm 1990, Đài Truyền hình Việt Nam quyết định thành lập Ban Khoa giáo trên cơ sở Phòng Khoa giáo trước đó. Cũng trong ngày này, Chương trình 2 của đài – tên gọi đầu tiên của VTV2 – cũng được lên sóng chính thức, song song với Chương trình 1. Năm 1996, kênh được phủ sóng qua vệ tinh và đến năm 2002 thì được tách thành kênh riêng. Năm 2004, VTV2 được tách thành kênh riêng trên phạm vi cả nước.
Ngày 20 tháng 5 năm 2015, kênh VTV2 được phát sóng thử nghiệm với chất lượng HD trên hệ thống truyền hình cáp kỹ thuật số của VTVCab, và sau đó ít ngày được phát sóng trực tuyến tại trang điện tử VTVgo của Đài Truyền hình Việt Nam. Đây là kênh truyền hình thứ tư nằm trong hệ thống các kênh quảng bá của VTV được phát sóng dưới định dạng HD. Từ ngày 1 tháng 7 năm 2015, VTV2 HD được lên sóng quảng bá chính thức trên hệ thống truyền dẫn kỹ thuật số mặt đất, và cũng là kênh thứ hai của đài phát sóng HD toàn thời gian trên hệ thống này.

Logo kênh VTV2 HD (20/05/2015 - 31/12/2019; 08/01/2020 - 01/11/2022)

### Khẩu hiệu
- 1990–2014: Khoa học - Giáo dục.
- 2014–2015: Tích lũy từ giá trị nhỏ nhất / Ươm mầm ước mơ khoa học / Hấp dẫn từ sự khác biệt.
- 2015–2017: Sắc màu cuộc sống.
- 2017–nay: Chất lượng cuộc sống.

## Lãnh đạo
- Trưởng ban: Nguyễn Thu Hà.
- Phó Trưởng ban: Nguyễn Trường Thành, Trịnh Quốc Đông, Nguyễn Thị Kim Hoa (Nhật Hoa), Nguyễn Hoàng Long, Nguyễn Hoàng Lâm.

## Thời lượng phát sóng
- Trước năm 1995:[4]
  - Phát kết hợp với chương trình VTV1 của ngày hôm trước trên kênh 9, kênh 11 tại khu vực Hà Nội và phủ sóng qua vệ tinh:
    - 09:00–11:00 Thứ 2 - Thứ 7.
    - 06:00–10:00 Chủ nhật.

  - Trên kênh 11 khu vực Hà Nội: 18:45–22:45 hằng ngày.
- Trước ngày 31 tháng 3 năm 1996: 
  - Phát kết hợp với chương trình VTV1 của ngày hôm trước trên kênh 9, kênh 11 tại khu vực Hà Nội và phủ sóng qua vệ tinh:
    - 06:00–09:00 Thứ 2 - Thứ 7.
    - 06:00–10:00 Chủ nhật.

  - Trên kênh 11 khu vực Hà Nội: 19:00–21:30 hằng ngày.
- 31 tháng 3 năm 1996[4][5]– 30 tháng 3 năm 1997:[a]
  - Trên kênh 9 VHF tại khu vực Hà Nội và phủ sóng toàn quốc: 06:00–10:00 hằng ngày.
  - Trên kênh 11 khu vực Hà Nội: 19:00–21:30 hằng ngày.
- 31 tháng 3 năm 1997 - 30 tháng 3 năm 1998:[a][6]
  - Trên kênh 9 VHF tại khu vực Hà Nội và phủ sóng toàn quốc: 
    - 08:00–12:00 Thứ 2 - Thứ 7.
    - 08:00–10:00 Chủ nhật.

  - Trên kênh 11 khu vực Hà Nội: 19:00– 21:30 hằng ngày.
- 31 tháng 3 năm 1998[6] – 29 tháng 4 năm 2001:
  - Trên kênh 11 tại Hà Nội và các vùng lân cận: 10:00–23:00 hằng ngày.
  - Trên kênh 9 tại Hà Nội và vệ tinh: 10:00–17:00 hằng ngày.
- 30 tháng 4 năm 2001 – 31 tháng 12 năm 2001:[7][8]
  - Trên kênh 11 tại Hà Nội: 10:00–23:00 hàng ngày.
  - Trên kênh 9 tại Hà Nội: 10:00–17:00 hàng ngày.
  - Trên vệ tinh và các khu vực khác: 10:00–17:00 và 20:30–23:00 hàng ngày.
- 1 tháng 1 năm 2002 – 31 tháng 12 năm 2003: 10:00–24:00 hàng ngày.[b][9]
- 1 tháng 1 năm 2004 – 31 tháng 12 năm 2006: 06:00–24:00 hàng ngày.
- 1 tháng 1 năm 2007 – 31 tháng 12 năm 2010: 05:30–24:00 hàng ngày.
- 1 tháng 1 năm 2011 – 31 tháng 12 năm 2011, 19 tháng 3 năm 2020 – 30 tháng 4 năm 2020: 05:00–24:00 hàng ngày.[10]
- 1 tháng 1 năm 2012 – 18 tháng 3 năm 2020, 1 tháng 5 năm 2020 – nay: 24/7.[1]

## Tranh cãi

### Giam tiền thưởng sau lễ trao giải "Hiền tài nước Việt"
Ban tổ chức chương trình "Hiền tài đất Việt" cùng với Công ty cơ khí thương mại Thăng Long & Đài Truyền hình Việt Nam bị rắc rối liên lụy sau sự cố Giam tiền thưởng 2 Huy chương vàng Olympic Vật lý Quốc tế.

### Khung giờ phim người lớn gây tranh cãi
VTV2 đã từng gây tranh cãi về phim người lớn Chuyện ấy là chuyện nhỏ. Sau khi phim lên sóng đã dấy lên nhiều ý kiến phản đối của dư luận về những hình ảnh nhạy cảm cũng như lời thoại về các vấn đề tế nhị trên phim. Kể từ cuối tháng 11, sau 5 tập phát sóng, VTV đã ngừng phát sóng phim này.